# Joy (Sängerin)
Park Soo-young (kor.: 박수영, Hanja: 朴秀英; geb. 3. September 1996 auf Jejudo, Südkorea), besser bekannt unter ihrem Künstlernamen Joy, ist eine südkoreanische Sängerin und Schauspielerin. Sie ist Mitglied der südkoreanischen Girlgroup Red Velvet.

## Frühes Leben
Park Soo-young wurde am 3. September 1996 auf Jejudo, Südkorea geboren. Als Kind interessierte sie sich für moderne Trot-Musik. In der Grundschule sang sie den K-Rock-Song Flying Dog der Band Cherry Filter, den sie als Beginn ihres Traumes, Sängerin zu werden bezeichnet. S.M. Entertainment entdeckten sie bei der S.M. Global Audition 2012 in Seoul. Bei der Agentur trainierte Joy zwei Jahre. Während ihrer Trainingszeit gab ihr Gesangslehrer ihr ihren heutigen Künstlernamen, Joy.

## Karriere

### 2014: Debüt mit Red Velvet
Am 29. Juli 2014 wurde Joy offiziell als viertes Mitglied von Red Velvet vorgestellt. Sie ist das einzige Bandmitglied das vor dem Debüt kein Teil des S.M. Entertainment Trainingsteams SM Rookies war. Die Gruppe machte ihr Debüt am 1. August 2014 mit der digitalen Single Happiness.

### 2015–2016: We Got Married und weitere Solo-Aktivitäten
2015 trat Joy zusammen mit Yook Sung-jae (BtoB) der vierten Staffel der Reality Show We Got Married bei. Für ihre Teilnahme an dem populären TV-Format bekam sie viele gute Kritiken. Zeitnah modelte sie in dem koreanischen Fashion Magazin CéCi in ersten Solo-Aufnahmen für Etude House Cosmetics. Am 29. Dezember 2015 gewann Joy bei den MBC Entertainment Awards 2015 zusammen mit Yook Sung-jae den Best Couple Award und separat den New Star Award.
Nach der Promotion für Red Velvet's zweites Mini-Album The Velvet veröffentlichte Joy zusammen mit Yook Sung-jae am 16. April 2016 ein Duett mit dem Titel Young Love. Der Song erreichte Platz 52 der Gaon Single Charts. Durch die Teilnahme an We Got Married wurden sie als eines der am längsten anhaltenden und beliebtesten Paare in der jungen Geschichte der Show bekannt. Abgesehen von der TV-Ausstrahlung erreichten ihre gemeinsamen Videos auf YouTube über 21,3 Millionen Aufrufe.

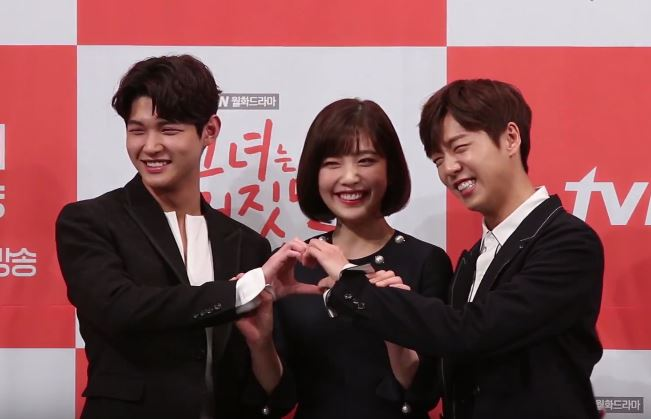
Joy mit ihren Schauspielkollegen bei der Pressekonferenz für The Liar and His Lover.

Mitte 2016 veröffentlichte S.M. Entertainment einmal die Woche eine Fotostrecke von Joy auf der mobilen App Vyrl und auf SM Town Now mit dem Titel Enjoy your Monday with Joy. Am 4. November 2016 veröffentlichte sie zusammen mit Lim Seul-ong für das S.M. Entertainment Musikprojekt SM Station das Duett Always In My Heart. Der Song erreichte Platz 2 der Soribada, Genie und Bugs Streaming Charts und Platz 10 der Gaon Single Charts.

### 2017-Heute: Schauspieldebüt
Joy machte ihr Schauspieldebüt an der Seite von Lee Hyun-woo in dem tvN-Musik-Drama The Liar and His Lover (2017). Es ist die koreanische TV-Adaption des populären Mangas Kanojo wa Uso o Aishisugiteru von Kotomi Aoki. Sie war an einigen Soundtracks für das Drama beteiligt unter anderem Yeowooya, I'm Okay, Your Days, Shiny Boy, Waiting For You und The Way To Me.

## Persönliches
Im Februar 2016 absolvierte Joy die School of Performing Arts Seoul. Sie hat zwei jüngere Schwestern.

## Diskografie

### EPs
| Jahr | Titel | Höchstplatzierung, Gesamtwochen, AuszeichnungChartsChartplatzierungen (Jahr, Titel, Platzierungen, Wochen, Auszeichnungen, Anmerkungen) | Anmerkungen                        |
| Jahr | Titel | KR | Anmerkungen                        |
| ---- | ----- | --- | ---------------------------------- |
| 2021 | Hello | KR4 (20 Wo.)KR | Erstveröffentlichung: 31. Mai 2021 |

### Singles
| Jahr | Titel Album        | Höchstplatzierung, Gesamtwochen, AuszeichnungChartsChartplatzierungen (Jahr, Titel, Album, Platzierungen, Wochen, Auszeichnungen, Anmerkungen) | Anmerkungen                |
| Jahr | Titel Album        | KR | Anmerkungen                |
| ---- | ------------------ | --- | -------------------------- |
| 2021 | Je T’aime Hello    | KR58 (2 Wo.)KR | Erstveröffentlichung: 2021 |
| 2021 | Hello (안녕) Hello | KR10 (24 Wo.)KR | Erstveröffentlichung: 2021 |

### Gastbeiträge
| Jahr | Titel Album                  | Höchstplatzierung, Gesamtwochen, AuszeichnungChartsChartplatzierungen (Jahr, Titel, Album, Platzierungen, Wochen, Auszeichnungen, Anmerkungen) | Anmerkungen                                |
| Jahr | Titel Album                  | KR | Anmerkungen                                |
| ---- | ---------------------------- | --- | ------------------------------------------ |
| 2020 | Mayday (자나깨나) Homemade 1 | KR32 (5 Wo.)KR | Erstveröffentlichung: 2021 Crush feat. Joy |

### Zusammenarbeiten
| Jahr | Titel Album                                           | Höchstplatzierung, Gesamtwochen, AuszeichnungChartsChartplatzierungen (Jahr, Titel, Album, Platzierungen, Wochen, Auszeichnungen, Anmerkungen) | Anmerkungen                                                        |
| Jahr | Titel Album                                           | KR | Anmerkungen                                                        |
| ---- | ----------------------------------------------------- | --- | ------------------------------------------------------------------ |
| 2016 | Young Love (어린애(愛)) We Got Married (Staffel 4)    | KR52 (1 Wo.)KR | Erstveröffentlichung: 2016 Verkäufe KR: + 80.305 mit Yook Sung-jae |
| 2016 | Always In My Heart (이별을 배웠어) SM Station         | KR10 (10 Wo.)KR | Erstveröffentlichung: 2016 Verkäufe KR: + 415.334 mit Lim Seul-ong |
| 2016 | First Christmas Inkigayo Music Crush                  | — | Erstveröffentlichung: 2016 Verkäufe KR: + 19.622 mit Doyoung       |
| 2022 | Love Song World Peace Project                         | — | Erstveröffentlichung: 2022 mit Wonstein                            |
| 2023 | Blue Night Song (푸른 밤 이 노래) World Peace Project | KR154 (1 Wo.)KR | Erstveröffentlichung: 2023 mit Ha Dong-kyun                        |

### Soundtrackbeiträge
| Jahr | Titel Album                                                                    | Höchstplatzierung, Gesamtwochen, AuszeichnungChartsChartplatzierungen (Jahr, Titel, Album, Platzierungen, Wochen, Auszeichnungen, Anmerkungen) | Anmerkungen                                                       |
| Jahr | Titel Album                                                                    | KR | Anmerkungen                                                       |
| ---- | ------------------------------------------------------------------------------ | --- | ----------------------------------------------------------------- |
| 2017 | A Fox (여우야) The Liar and His Lover OST                                      | KR43 (2 Wo.)KR | Erstveröffentlichung: 2017 Verkäufe KR: + 81.837                  |
| 2017 | I’m Okay The Liar and His Lover OST                                            | KR85 (1 Wo.)KR | Erstveröffentlichung: 2017 Verkäufe KR: + 22.513 mit Lee Hyun-woo |
| 2017 | Your Days The Liar and His Lover OST                                           | — | Erstveröffentlichung: 2017 Verkäufe KR: + 20.903                  |
| 2017 | Shiny Boy The Liar and His Lover OST                                           | — | Erstveröffentlichung: 2017                                        |
| 2017 | Waiting For You The Liar and His Lover OST                                     | — | Erstveröffentlichung: 2017                                        |
| 2017 | The Way To Me The Liar and His Lover OST                                       | — | Erstveröffentlichung: 2017 Verkäufe KR: + 15.726                  |
| 2018 | OMG! (말도 안돼) Tempted OS                                                    | — |                                                                   |
| 2018 | Dream Me (나라는 꿈) The Ghost Detective OST                                   | — | Erstveröffentlichung: 2018 mit Mark                               |
| 2020 | Introduce Me A Good Person (좋은 사람 있으면 소개시켜줘) Hospital Playlist OST | KR6 Platin (Streaming) · (37 Wo.)KR | Erstveröffentlichung: 2020                                        |
| 2021 | Why Isn’t Love Always Easy? (왜 사랑은 언제나 쉽지 않을까?) Romance 101 OST    | KR110 (2 Wo.)KR | Erstveröffentlichung: 2021                                        |
| 2022 | Your Name (감정의 이름) The One and Only OST                                   | — | Erstveröffentlichung: 2022                                        |
| 2024 | My Lips Like Warm Coffee (내 입술 따뜻한 커피처럼) The Last 10 Years OST       | KR121 (2 Wo.)KR | Erstveröffentlichung: 2024 mit Big Naughty                        |

## Filmografie

### Filme
| Jahr | Titel             | Rolle      | Anmerkung                              |
| ---- | ----------------- | ---------- | -------------------------------------- |
| 2015 | SMTown: The Stage | Sie selbst | Dokumentarfilm über S.M. Entertainment |

### Fernsehserien
| Jahr | Titel                  | Sender | Rolle       | Anmerkung                   |
| ---- | ---------------------- | ------ | ----------- | --------------------------- |
| 2016 | Descendants of the Sun | KBS2   | Sie selbst  | Cameo-Auftritt, Episode 16  |
| 2017 | The Liar and His Lover | tvN    | Yoon So-rim | Hauptrolle                  |
| 2017 | Some Guy               | Naver  | Sie selbst  | Cameo-Auftritt, Episode 7–8 |
| 2018 | Tempted                | MBC    | Eun Tae-hee | Hauptrolle                  |

### TV-Shows
| Jahr      | Titel                              | Sender | Rolle                   | Anmerkung                                           |
| --------- | ---------------------------------- | ------ | ----------------------- | --------------------------------------------------- |
| 2015      | Immortal Songs: Singing the Legend | KBS2   | Kandidat                | Episode 223, mit Seulgi und Wendy                   |
| 2015–2016 | We Got Married                     | MBC    | Besetzung               | Als Paar mit Yook Sung-jae                          |
| 2016–2017 | Trick & True                       | KBS    | Diskussionsteilnehmerin | Seit Episode 5                                      |
| 2017      | Girl Group Battle                  | KBS2   | Kandidat                | Koreanisches Neujahrs Special, mit Seulgi und Wendy |
| 2017      | Thinking About My Bias             | MBC    | Diskussionsteilnehmerin | Pilot Episode                                       |
| 2017      | King of Mask Singer                | MBC    | Kandidat                | Episoden 121–122 als "Bandabi"                      |

### Musikvideos
| Jahr | Titel              | Künstler                     | Anmerkung |
| ---- | ------------------ | ---------------------------- | --------- |
| 2016 | Young Love         | Sie selbst und Yook Sung-jae | [ 47 ]    |
| 2016 | Always In My Heart | Sie selbst mit Lim Seul-ong  | [ 48 ]    |
| 2017 | Yeowooya           | Sie selbst                   | [ 49 ]    |
| 2017 | I’m Okay           | Sie selbst mit Lee Hyun-woo  | [ 50 ]    |
| 2017 | Your Days          | Sie selbst                   | [ 51 ]    |
| 2017 | Waiting For You    | Sie selbst                   | [ 52 ]    |

## Auszeichnungen und Nominierungen
| Jahr | Auszeichnung             | Kategorie                             | für            | Resultat |
| ---- | ------------------------ | ------------------------------------- | -------------- | -------- |
| 2015 | MBC Entertainment Awards | Best Couple Award (mit Yook Sung-jae) | We Got Married | Gewonnen |
| 2015 | MBC Entertainment Awards | New Star Award                        | We Got Married | Gewonnen |